# Jochen Schropp
Jochen Schropp (ur. 22 listopada 1978 w Gießen w Niemczech) – niemiecki aktor. Oprócz występów w serialach i filmach prowadzi również programy telewizyjne.

## Życiorys
Już w wieku 15 lat zdobył pierwsze doświadczenie w ramach programu dla dzieci logo! emitowanym w telewizji ZDF, który nagrywany był w miejscowości Langgöns pod Gießen. Po roku nauki w liceum w miejscowości Visalia w Kalifornii dostał rolę w amerykańskim teatrze w Gießen. Po warsztatach musicalowych w Hamburgu rozpoczął studia na Liverpool Institute for Performing Arts (LIPA) założonym przez Paul McCartneya. W 2000 prowadził on program Love Parade w RTL II. Oprócz tego pracował jako statysta oraz grał w reklamach.
Jego pierwszą większą rolą był występ w serialu Sternenfänger. Był również prowadzącym festiwal filmowy Max Ophüls Preis

## Filmografia
- 2001: Abschnitt 40
- 2001: Sternenfänger
- 2002: Der Fußfesselmörder
- 2002: Wozu Freunde?!
- 2003: Kleiner Matrose
- 2003: Der kleine Mönch
- 2004: Der schönste Tag im Leben
- 2004/05: Alphateam
- 2005: Leonys Aufsturz
- 2005: Popp dich schlank!
- 2006: Außergewöhnlich
- 2006: Kein Geld der Welt
- 2006: Zwei Engel für Amor (Nominacja do Nagrody Adolfa Grimme 2007)
- 2006: In aller Freundschaft: Mein fremder Mann
- 2006: SOKO Leipzig: Maskenball
- 2007: Rosamunde Pilcher: Sieg der Liebe, mit Susanne Berckhemer
- 2007: Polizeiruf 110: Taximord
- 2007: Das perfekte Promi-Dinner
- 2008: Polizeiruf 110: Wolfsmilch
- 2008: Inga Lindström: Rasmus und Johanna
- 2008: Meine wunderbare Familie: Część 3
- 2008: Hallo Robbie!: Sturzflüge
- 2008: Rosamunde Pilcher: Eine Liebe im Herbst
- 2008: Polizeiruf 110: Der Tod und das Mädchen
- 2008: Kreuzfahrt ins Glück: Hochzeitsreise nach Florida
- 2008: Großstadtrevier: Der Hafenpastor - Der Schein trügt
- 2008: Polizeiruf 110: Fehlschuss
- 2009: Eine für alle - Frauen können's besser: Odcinki 24-30
- 2009: Polizeiruf 110: Triptychon
- 2009: Der Bergdoktor: Unklare Verhältnisse